# Coupe d'Irlande de football 1937-1938
Navigation
Édition précédente Édition suivante
La Coupe d'Irlande de football 1937-1938, en anglais The Football Association of Ireland Challenge Cup, est la 17e édition de la Coupe d'Irlande de football organisée par la Fédération d'Irlande de football. La compétition commence le 5 février 1938, pour se terminer le 10 avril 1938. Le Saint James's Gate Football Club remporte pour la deuxième fois la compétition en battant en finale le Dundalk Football Club.

## Organisation
La compétition rassemble les onze clubs évoluant dans le championnat d'Irlande auxquels s'ajoutent cinq clubs évoluant dans les championnats provinciaux du Munster et du Leinster : Distillery, Cobh Ramblers FC, Terenure Athletic et Cork Bohemians.
Les matchs ont lieu sur le terrain du premier nommé. En cas d'égalité un match d'appui est organisé sur le terrain du deuxième tiré au sort.

## Premier tour
Les matchs se déroulent les 5 et 6 février 1938. Les matchs d'appui se déroulent les 9 et 10 février.
| Club recevant                    | Score | Club visiteur            | Date           |
| -------------------------------- | ----- | ------------------------ | -------------- |
| Bohemian FC                      | 1-2   | Limerick Football Club   | 5 février 1938 |
| Bray Unknowns                    | 4-1   | Shelbourne Football Club | 6 février      |
| Distillery                       | 2-1   | Cobh Ramblers FC         | 6 février      |
| Drumcondra FC                    | 2-1   | Cork Bohemians           | 6 février      |
| Saint James's Gate Football Club | 3-0   | Cork FC                  | 6 février      |
| Sligo Rovers                     | 1-1   | Dundalk Football Club    | 6 février      |
| Dundalk FC                       | 2-0   | Sligo Rovers             | 10 février     |
| Terenure Athletic                | 0-0   | Shamrock Rovers          | 6 février      |
| Shamrock Rovers                  | 2-1   | Terenure Athletic        | 9 février      |
| Waterford FC                     | 3-1   | Brideville Football Club | 6 février      |

## Deuxième tour
Les matchs se déroulent les 26 et 27 février 1938. Les matchs d'appui se déroulent les 2 et 9 mars.
| Club recevant                    | Score | Club visiteur                    | Date            |
| -------------------------------- | ----- | -------------------------------- | --------------- |
| Drumcondra FC                    | 0-4   | Distillery                       | 26 février 1938 |
| Limerick Football Club           | 1-1   | Saint James's Gate Football Club | 27 février      |
| Saint James's Gate Football Club | 5-2   | Limerick Football Club           | 2 mars          |
| Shamrock Rovers                  | 1-1   | Bray Unknowns                    | 27 février      |
| Bray Unknowns                    | 1-1   | Shamrock Rovers                  | 2 mars          |
| Shamrock Rovers                  | 2-1   | Bray Unknowns                    | 9 mars          |
| Waterford FC                     | 2-3   | Dundalk Football Club            | 27 février      |

## Demi-finales
| Première demi-finale | Distillery    | 2-2 | Saint James's Gate Football Club | Dalymount Park, Dublin |  |
| 12 mars 1938         | Martini Doyle |     | Gaskins (pen) Balfe              |                        |  |

| Première demi-finale, match d'appui | Saint James's Gate Football Club | 3-2 | Distillery    | Shelbourne Park, Dublin |  |
| 23 mars 1938                        | Balfe (2) Gaskins (pen)          |     | Byrne Lambert |                         |  |

| Deuxième demi-finale | Dundalk Football Club | 2-1 | Shamrock Rovers Football Club | Dalymount Park, Dublin |  |
| 13 mars 1938         | Donnelly (pen) Rigby  |     | Dunne                         |                        |  |

## Finale
La finale a lieu le 10 avril 1938. Elle se déroule devant environ 30 000 spectateurs rassemblés dans le Dalymount Park à Dublin. Saint James's Gate Football Club, finaliste la saison précédente, remporte cette fois-ci la victoire en finale le Dundalk Football Club sur le score de deux buts à un. Saint James's Gate remporte pour l'occasion sa deuxième, et dernière, victoire en Coupe d'Irlande.
| Finale        | Saint James's Gate Football Club | 2-1     | Dundalk Football Club | Dalymount Park, Dublin                                 |                                                        |
| 18 avril 1937 | Dickie Comerford 16e · Peadar Gaskins 49e (pen) | (1-0)   | Alf Rigby 47e | Spectateurs : 30 000 Arbitrage : P. Snake (Manchester) | Spectateurs : 30 000 Arbitrage : P. Snake (Manchester) |
| 18 avril 1937 | John Webster, Alec Stewart, Larry Doyle, Joe O'Reilly, Peadar Gaskins, Charlie Lennon, Billy Kennedy, Teddy Balfe, Dickie Comerford, Charlie Reid, Mattie Geoghegan | Équipes | Charlie Tizard, Billy O'Neill, Mick Hoy, Billy McAfee, Jimmy Bowden, Dickie Lunn, Jimmy McArdle, Joe 'Mungo' Patterson, Alf Rigby, Jouey Donnelly, Stanley Griffiths | Spectateurs : 30 000 Arbitrage : P. Snake (Manchester) | Spectateurs : 30 000 Arbitrage : P. Snake (Manchester) |